# Franz König
Franz König (Rabenstein, Baixa Áustria, 3 de agosto de 1905 — Viena, 13 de março de 2004) foi um prelado católico austríaco, Arcebispo de Viena de 1956 até 1985 e um dos principais teólogos do Concílio Vaticano II.

## Vida
Franz König veio de uma família de agricultores em Rabenstein an der Pielach, na Baixa Áustria. Seu pai era Franz König (* 7 de setembro de 1867; † 4 de junho de 1913; enterrado em Rabenstein)  e sua mãe era Maria König (nascida Fink; * 21 de abril de 1878 em Kirchberg an der Pielach ; † 29 de abril de 1967 no Palácio do Arcebispo em Viena; sepultada em Rabenstein). Os dois se casaram em 8 de junho de 1903 Sua segunda esposa, a mãe dos fazendeiros e políticos das montanhas, era casada com Johann Kaiser. Franz König foi o segundo de sete filhos do casamento de sua mãe com Johann König. Havia também os irmãos Maria (* 7 de julho de 1904; † 16 de julho de 1904), Ferdinand (* 14 de novembro de 1906; † 13 de março de 1979 em St. Pölten; enterrado em 17 de março de 1979 em Rabenstein), Aloisia (nascido em 19 de novembro de 1907; † 11 de dezembro de 1978 em St. Pölten), Gottfried (nascido em 10 de abril de 1909; † 30 de novembro de 1969 em Viena ), Ludwig (* 18 de julho de 1910; †?)  e Friederica (* 23 de agosto de 1911; † 29 de janeiro de 1998 em Viena). Nenhum filho é conhecido do segundo casamento da mãe.Seus avós paternos foram Gottfried e Juliana König (nascida Eder); os avós maternos eram Erasmus Fink e Barbara Fink (nee Kalteis).
Em 5 de agosto de 1905, foi batizado na igreja paroquial de Rabenstein an der Pielach . Ele frequentou o Stiftsgymnasium Melk e estudou em Viena, no Institut Catholique em Lille e depois em Roma , onde se tornou doutor em filosofia . Em 27 de outubro de 1933 recebeu em Roma pelo arcipreste da Arquibasílica de São João de Latrão, o cardeal Francesco Marchetti Selvaggiani o sacerdócio .
De 1934 a 1937, ele trabalhou em sua diocese natal como capelão em Altpölla, Neuhofen an der Ybbs, St. Valentin e Scheibbs no cuidado pastoral prático em nível de base. Durante este tempo, ele também completou seus estudos teológicos e foi premiado com um Dr. O ol. PhD . Durante a era nazista, ele foi curador da catedral em Sankt Pölten e, em 1945 , foi professor de religião em Krems . Em 1948, foi nomeado professor associado de teologia moral na faculdade teológica católica da Universidade de Salzburgo por quatro anos . Durante seu tempo em Salzburgo, König ensinou inglês na escola particular do arcebispo, Borromäum .
Em 3 de julho de 1952, o Papa Pio XII nomeou Rei como bispo titular de Livias e bispo coadjutor em St. Pölten. Em 31 de agosto de 1952, o Bispo Diocesano Michael Memelauer doou-lhe a ordenação episcopal na Catedral de São Pölten; Os co-consagradores foram o Bispo Auxiliar Leo Pietsch von Graz-Seckau e o então Bispo Coadjutor de Linz, Franz Sales Zauner. Em setembro de 1953, Franz König, então conselheiro da família na Conferência Episcopal Austríaca , estava por sua iniciativa e sob seu patrocínio oFundação da Associação da Família Católica Áustria (KFÖ) .
1956 foi finalmente feito rei por Pio XII. nomeou o arcebispo de Viena para suceder Theodor Innitzer (1875–1955) em vez do arcebispo coadjutor de Viena Franz Jachym. Ele chefiou a diocese por quase três décadas, de 17 de junho de 1956 a 16 de setembro de 1985. Em 4 de agosto de 1957, o arcebispo Franz König em Viena foi investido como Grande Cruzado na Ordem do Santo Sepulcro em Jerusalém. Em 15 de dezembro de 1958, o Papa João XXIII o levou . como cardeal sacerdote na igreja titular de Santo Eusébio no Colégio dos Cardeais .
Em 21 de fevereiro de 1959, o Papa João XXIII tornou-se rei. nomeado por decreto como o primeiro vigário militar ( Vicarius castrensis ) da Segunda República. Uma preocupação particular de König era o cuidado pastoral do hospital do exército em Stammersdorf, em Viena. Além disso, König tentou fazer com que cristãos católicos e protestantes trabalhassem juntos no serviço militar. Em 1968, o Papa Paulo VI perguntou. para removê-lo deste escritório por causa da carga de trabalho excessiva; esta renúncia foi concedida em 1969.
Em 13 de fevereiro de 1960, König se envolveu em um grave acidente de trânsito a caminho de Zagreb. No hospital, ele viu isso como um sinal para buscar contato com as Igrejas Orientais. Como resultado, ele se tornou um dos mais importantes pioneiros do ecumenismo , especialmente no que diz respeito à Ortodoxia .
De 1962 a 1965 participou do Concílio Vaticano II, que já havia preparado de maneira significativa. King era visto como um representante moderado da ala reformista: seu conselheiro teológico que ele escolhera no conselho era o jesuíta Karl Rahner. Quando o Papa João XXIII. morreu em 1963, Konig era considerado um papável. No entanto, o arcebispo de Milão foi eleito no conclave Giambattista Montini. Como resultado, de 1965 a 1981, König assumiu a presidência do secretariado papal para os não crentes.
Porque ele também deu uma contribuição significativa para a reconciliação entre a social-democracia e a Igreja na Áustria, às vezes era chamado de "o cardeal vermelho". Em 1968, König foi nomeado cidadão honorário de Viena ; ele também recebeu vários doutorados honorários .
O Papa João Paulo I, após sua eleição em agosto de 1978, disse ao rei: "Na verdade, agora você tem que estar na minha posição." O próprio Cardeal King confirmou em uma entrevista na televisão que ajudou a tornar 1978 o poço. Conhecê-lo Krakauer Cardeal Wojtyła (que se autodenominava Papa João Paulo II) foi eleito Papa .
O cardeal Franz König foi um apoiador ativo da associação Opus Dei desde os anos 1950 e, segundo suas próprias declarações, conhecia seu fundador pessoalmente. Em 15 de agosto de 1978 - apenas uma semana antes do conclave após a morte do Papa Paulo VI - ele ordenou 60 membros do Opus Dei, incluindo o atual arcebispo de Los Angeles José Horacio Gómez, como padres em Torreciudad, Espanha. Ele também confirmou seu apoio expresso em uma entrevista ao serviço de notícias Zenit por ocasião da canonização do fundador do Opus Dei Escrivá :“Fico feliz com cada novo santo. A canonização significa que Escrivá não é uma figura estranha à beira do precipício, mas que pertence ao tesouro da Igreja e à multidão dos santos”.
Como presidente do movimento católico internacional pela paz Pax Christi , em maio de 1988 em Kevelaer , König pediu que as iniciativas do então presidente soviético Gorbachev fossem levadas a sério.
König chefiou a arquidiocese de Viena até os 80 anos. Depois disso, dedicou-se em 14 de setembro de 1986 beneditino Hans Hermann Groër como seu sucessor como Arcebispo de Viena, de uma forma muito de março de 1995 Austria quebrando pântano de alegações de abuso sexual de crianças e jovens vieram. Em 13 de abril de 1995, Groër, Christoph Schönborn foi nomeado arcebispo coadjutor com direito de sucessão e, a partir de 14 de setembro de 1995, Groër aceitou a renúncia por motivos de idade em outubro de 1994 - antes do "Caso Groër". Schönborn, Dominicana e até 1995 Professor de dogmática, foi ordenado sacerdote pelo próprio König em 27 de dezembro de 1970 em Viena.
Entre 1985 e 1990, König foi um dos idealizadores da Academia Europeia de Ciências e Artes, fundada em Salzburgo em 1990.
O cardeal König era famoso por seus discursos, incluindo no mar de luzes em 23 de janeiro de 1993 e anualmente na Ruprechtskirche em memória do Reichspogromnacht. Em 1998, König fez o discurso de abertura do Festival de Salzburgo com o título “A Europa precisa de uma nova face espiritual”.
Ele era tido em alta consideração internacionalmente. Em 13 de fevereiro de 2002, ele pôde celebrar seu jubileu de ouro como bispo.
Em 13 de março de 2004, Franz König morreu por volta das 3 da manhã. Aos 98 anos era o segundo cardeal mais velho, depois do italiano Corrado Bafile (100), ex-núncio na Alemanha, na época de sua morte . Ao mesmo tempo, ele era o último ainda vivo do Papa João XXIII. criado cardeal. Em seu funeral na Catedral de Santo Estêvão, em Viena, em 27 de março de 2004, estiveram presentes 13 cardeais e 60 bispos, dos quais participou o cardeal Joseph Ratzinger, que mais tarde se tornou Papa Bento XVI, em frente. O Cardeal Christoph Schönborn pregou, o Presidente Federal Thomas Klestil, o Bispo Herwig Sturm, o Metropolita Michael Staikosdeu discursos, um conjunto da Filarmônica de Viena tocou.